# Nycticeboides
Nycticeboides és un gènere extint de petits primats de la subfamília dels loris. Se'l coneix per les restes parcials d'un esquelet trobades a Siwalik, al nord del Pakistan, i datades entre fa 8 i 9 milions d'anys. Les restes foren descrites amb el nom de Nycticeboides simpsoni.